# Kanton Saint-Pois
Saint-Pois is een voormalig kanton van het Franse departement Manche. Het kanton maakte deel uit van het arrondissement Avranches.

## Geschiedenis
Op 22 maart 2015 werd het kanton opgeheven en de gemeenten Lingeard, Le Mesnil-Gilbert, Saint-Laurent-de-Cuves en Saint-Michel-de-Montjoie werden opgenomen in het kanton Isigny-le-Buat en de overige gemeenten in het kanton Villedieu-les-Poêles.

## Gemeenten
Het kanton Saint-Pois omvatte de volgende gemeenten:
- Boisyvon
- La Chapelle-Cécelin
- Coulouvray-Boisbenâtre
- Lingeard
- Le Mesnil-Gilbert
- Saint-Laurent-de-Cuves
- Saint-Martin-le-Bouillant
- Saint-Maur-des-Bois
- Saint-Michel-de-Montjoie
- Saint-Pois (hoofdplaats)